# Rauf Denktaş
Rauf Denktaş (Pafos, 27. siječnja 1924. – Nikozija, 13. siječnja 2012.), turski političar. 
Bio je prvi predsjednik samoproglašene Turske Republike Sjeverni Cipar od 1983. do 2005. godine. 
Osim političkom karijerom, Denktaş se bavio i pisanjem.